# Jar (geografia)

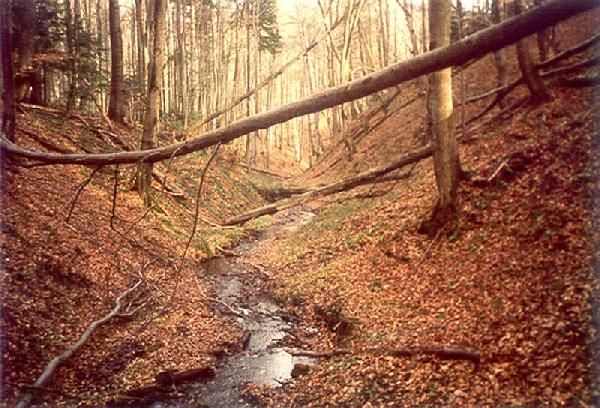
Jar w Beskidzie Niskim

Jar – forma ukształtowania terenu w postaci wydłużonego zagłębienia o wąskim dnie i stromych zboczach. Jar jest rodzajem doliny rzecznej.
Powstaje w wyniku erozyjnego działania wody – gdy obniża się baza erozyjna lub obszar, przez który płynie ciek, wypiętrza się. Warunki odpowiednie do powstania jarów są w miejscach o budowie płytowej lub z grubą warstwą lessu. Warunki takie są również w miejscach, gdzie dolina rzeczna trafia na skały odporne na erozję. 
Budowa płytowa charakteryzuje podłoże jarów takich rzek, jak Niagara czy Parana. Jary w podłożu lessowym tworzą się w środkowym dorzeczu Huang He, a przełom rzeki przez skały odporne tworzą m.in. Zambezi, Brahmaputra czy Dunajec. Rodzajem jaru powstającym w podłożu o naprzemiennych warstwach mniej i bardziej odpornych jest kanion.